# Mokša (jezik)
Mokša, mokšanski ili  mokšamordvinski jezik (ISO 639-3: mdf; мокшень кяль;  mokshanj kälj) govori se u zapadnom dijelu Mordovije gdje i živi istoimeni narod, kao i u Penzenskoj, Rjazanjskoj, Tambovskoj, Saratovskoj, Samarskoj i Orenburškoj oblasti, te u republikama Tatarstanu i Baškiriji.
Oko 500 000 ljudi danas govori ovim jezikom. Pripada mordvinskim jezicima s erzjanskim jezikom. Ta dva jezika vrlo su povezana i slična, ali se ipak razlikuju po fonetici, morfologiji i rječniku.

## izvori
1. ↑  Mordvinski jezici. Hrvatska enciklopedija. Leksikografski zavod Miroslav Krleža

## Vanjske poveznice
- Ethnologue (14th)
- Ethnologue (15th)
- Ethnologue (16th)